# Воспушка
Воспушка — деревня в Петушинском районе Владимирской области России. Входит в состав Петушинского сельского поселения.

## География
Деревня расположена в 18 км на север от районного центра города Петушки. Рядом с селом протекает река Воспушка.

## История

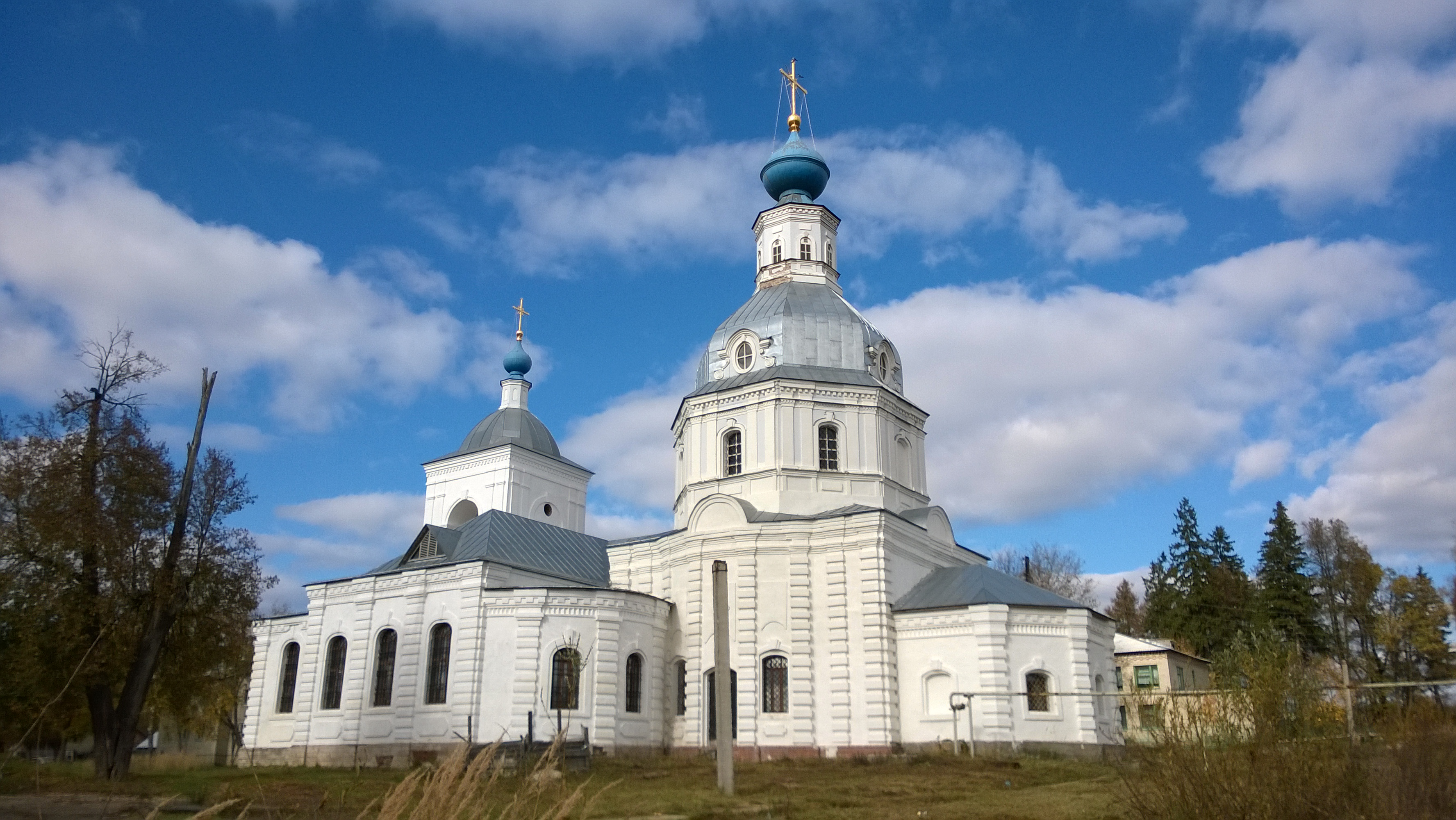
Храм Иерусалимской иконы Божией Матери (1771) в 2015 году

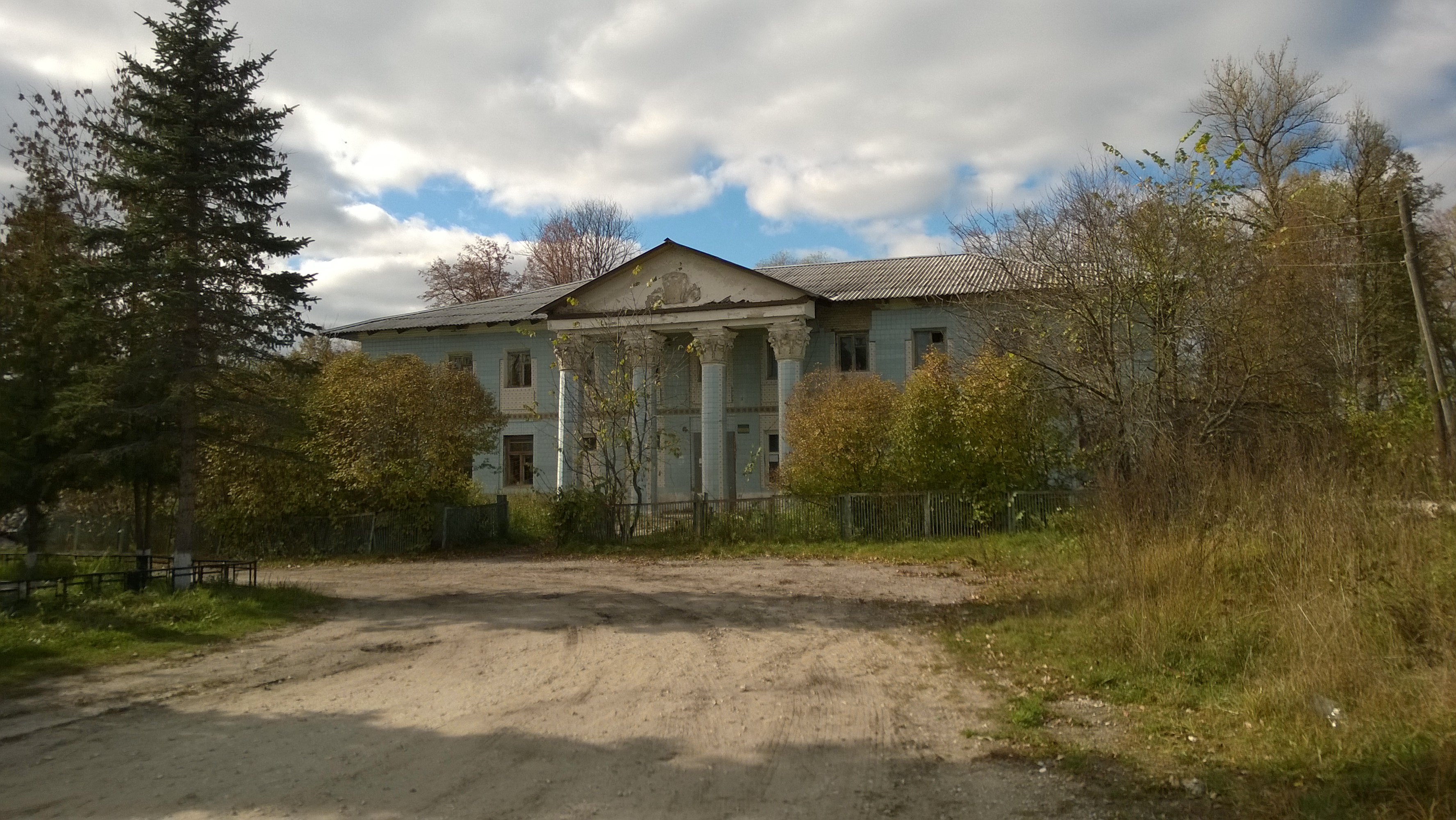
Усадебный дом усадьбы Сабуровых (XVIII—XIX век) в 2015 году

Когда построена в Воспушке церковь, точных сведений не сохранилось. 4 июня 1759 года, по прошению жены помещика, коллежского советника Дмитрия Короваева, вдовы Пелагеи Васильевны, с благословения Антония, архиепископа Владимирского и Яропольского, дана храмозданная грамота о построении в сельце Воспушка деревянной церкви в честь Иерусалимской иконы Божией Матери. Деревянная церковь была построена в 1762 году, но она простояла недолго, 15 мая 1771 года сгорела. Вотчинник Андрей Сабуров построил вместо неё каменный храм с главным престолом в честь Иерусалимской иконы Божией Матери с приделом во втором этаже во имя святого Николая Чудотворца. 15 января 1775 года храм был освящён. В 1842 году к каменному храму с южной стороны был пристроен тёплый придел во имя преподобного Иоанна Многострадального. С того времени храм не изменял своего наружного вида, иконостас и внутренние украшения изменялись не однажды. Приход состоял из села, восьми деревень и сельца Рождества, в которых по клировым ведомостям числилось 1000 душ мужского пола и 1150 женского. В Воспушке с 1884 года существовала церковно-приходская школа.
В храме Иерусалимской иконы Божией Матери с апреля 1930 года по декабрь 1932 года служил протоиерей Иоанн Тихомиров, расстрелянный в 1937 году, в 2003 году причисленный к лику святых новомучеников Российских.
В 1937 году церковь была закрыта и осквернена: в помещении церкви оборудовали ремонтную мастерскую тракторов, в алтарной части установили электродвигатель, ворота разрушили, чтобы было удобнее загонять трактора в храм. Позже с храма сняли колокола. Уничтожили кладбище, которое находилось возле церкви. На его месте были построены детский сад и несколько жилых домов.
По данным на 1895 год, в деревне ежегодно проводилось однодневная ярмарка в десятую пятницу после Пасхи. Товары, доставляемые на ярмарку: мука, крупа, соль, постное масло, мёд, мясо, деревянная посуда, железные изделия, сукно, ситец и прочее. Доход торговцев за ярмарочный день около 900 рублей.
В конце XIX — начале XX века село входило в состав Жаровской волости Покровского уезда.
С 1929 года и вплоть до 2005 года деревня являлась центром Воспушкинского сельсовета Петушинского района.

## Население
| 1859 | 1905 | 1926 | 2002 | 2010 | 2021 |
| ---- | ---- | ---- | ---- | ---- | ---- |
| 299  | ↘248 | ↗283 | ↗668 | ↘606 | ↘467 |

## Инфраструктура
В деревне находятся МБОУ «Воспушинская основная общеобразовательная школа» (открыта в 1988 году), детский сад № 27 «Улыбка», отделение «Почты России» 601105, сельхозпредприятие ООО «Источник» («Россия»).

## Достопримечательности
В деревне находится действующий храм Иерусалимской иконы Божией Матери (1771). В мае 2003 года в Воспушке зарегистрирован приход Петушинского благочиния Александровской епархии Русской православной церкви, в 2004 году ему передано здание храма. Он на тот момент находился в аварийном состоянии: отсутствовали оконные проёмы, кровля и полы, была разрушена кладка стен, не говоря о декоре и внутреннем убранстве. Вместо пола в помещении были груды мусора, в алтарной части виднелись следы пожарища на закопчёных стенах. На этом фоне выделялся пролом в стене, сделанный для заезда тракторов. Ныне храм полностью отреставрирован (в том числе и на средства фермера Джона Кописки).
Ансамбль усадьбы Сабуровых XVIII—XIX веков.